# جزيرة ماكيناك

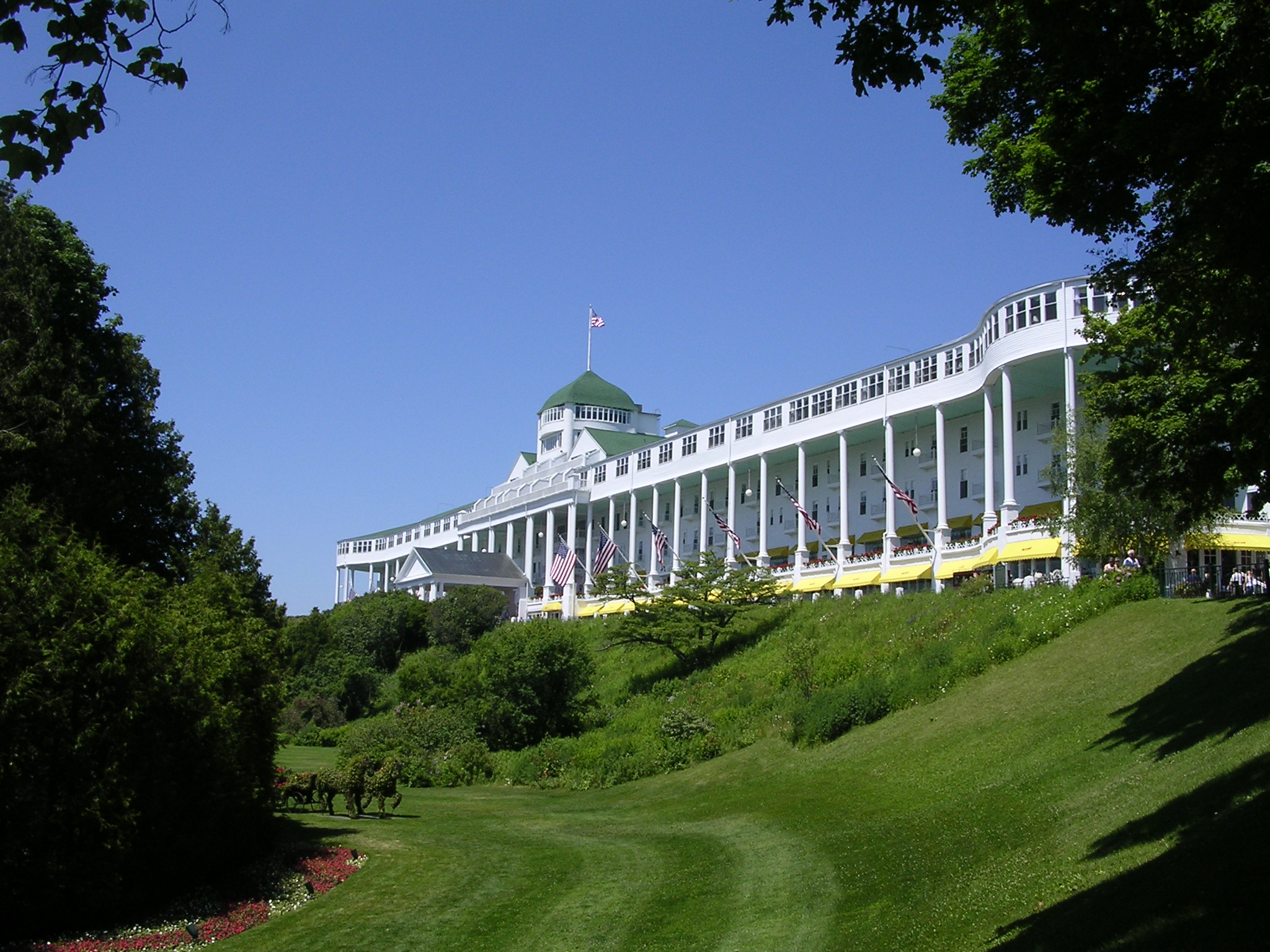

جزيرة ماكيناك (بالإنجليزية: Mackinac Island)‏، جزيرة ماكيناك تقع في خليج ماكيناك شمالي ميتشيجان بالولايات المتحدة الأمريكية. عدد سكانها 479 نسمة. وتغطي الجزيرة مساحة تقدر بحوالي 10كم². ويسمي هنود شيبوا الجزيرة ميشيلماكينك وتعرف دائمًا باسم الأرواح العظمى، أو السلحفاة الكبرى. وتقع مدينة ماكيناك في النهاية الجنوبية الشرقية للجزيرة. ولا يسمح بالسيارات الخاصة في جزيرة ماكيناك. وتربط المراكب الجزيرة بالمنطقة الداخلية. وتعد المنطقة من شيكاغو إلى جزيرة ماكيناك أطول منطقة في العالم لسباق اليخوت. ويُنَظم هذا الحدث في يوليو من كل عام.
أســس الأب جاك ماركت عام 1671 إرسالية بالقرب من بوينت سينت إغناس. وبنى الفرنسيون حصونًا في إغناس. تنازل الفرنسيون عن المنطقة عام 1761 للبريطانيين، فبنى البريطانيون قلعة ماكيناك عام 1780، وامتلكت الولايات المتحدة الجزيرة عام 1796، ولكن البريطانيين استعادوها عام 1812. ثم أعادوها مرة أخرى للولايات المتحدة عام 1815. وأصبحت الجزيرة المركز الرئيسي لشركة جون جاكوب ستور الأمريكية للفراء. وبعد استسلام الحصن عام 1894 حولت الحكومة الفيدرالية أجزاء كبيرة من الجزيرة إلى مقاطعة ميتشيجان. واحتل المتنزه الحكومي لجزيرة ماكيناك أغلب أراضيها. ويُعدّ هذا المتنزه مركزًا للأبحاث الأثرية، ولإعادة البناء التاريخي.